# علی انصاریان
علی انصاریان (۱۴ تیر ۱۳۵۶ – ۱۵ بهمن ۱۳۹۹) فوتبالیست، مجری تلویزیون و بازیگر ایرانی بود. او کار خود را در سال ۱۳۷۵ و با بازی در باشگاه فوتبال فجر شهید سپاسی شیراز آغاز و در پرسپولیس به اوج رسید و سرانجام در سال ۱۳۹۰ از حرفهٔ فوتبال خداحافظی کرد. انصاریان پس از فوتبال در حرفه سرگرمی و تلویزیون فعال شد. او در بیش از ده فیلم و مجموعه تلویزیونی بازی کرد و چند برنامه، تلویزیونی اینترنتی را اجرا کرد. علی انصاریان همچنین در خرداد ۱۳۹۰ ترانه‌ای به نام «شدید» را به بازار موسیقی عرضه کرد. اما پس از آن خوانندگی را ادامه نداد.
انصاریان در ۱۵ بهمن ۱۳۹۹ دو هفته پس از بستری شدن در بیمارستان فرهیختگان تهران بر اثر ابتلا به بیماری کووید-۱۹ درگذشت. آخرین فعالیت بازیگری وی در سریال سرزده ساخته بهادر اسدی بود.

## زندگی
علی انصاریان در ۱۴ تیر ۱۳۵۶ در تهران متولد شد. انصاریان فعالیت فوتبال خود را از سال ۱۳۶۹ آغاز کرد اما از سال ۱۳۷۵ با رفتن به تیم فجر سپاسی شیراز  فوتبال حرفه ای را شروع کرد. او پس از خداحافظی از دنیای فوتبال در سال ۱۳۹۰ به بازیگری و اجرا روی آورد و در مدت بازیگری خود در بیش از ده فیلم و سریال نقش‌آفرینی کرد. 

## فوتبال

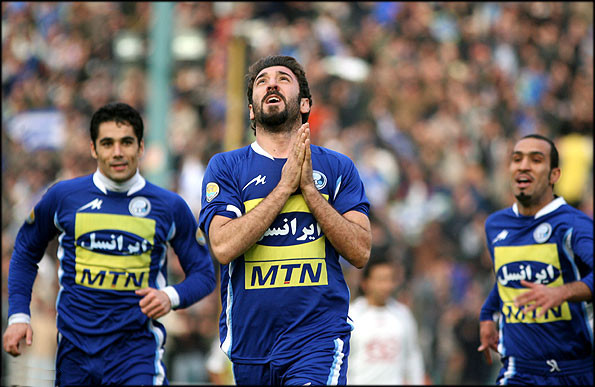
علی انصاریان (نفر وسط) با پیراهن استقلال تهران، اسفند ۱۳۸۵

علی انصاریان فوتبال خود را به‌صورت حرفه‌ای در سال ۱۳۷۵ از تیم فوتبال فجرسپاسی آغاز کرد و پس از آن در سال ۱۳۷۷ به تیم پرسپولیس رفت. در سال ۱۳۸۵ در اقدامی پرحاشیه برای فوتبال دوستان، از تیم پرسپولیس تهران به تیم استقلال تهران رفت که البته یک فصل بیشتر دراین تیم بازی نکرد. وی پیشینه بازی در تیم‌های دیگری چون باشگاه فوتبال شهرداری تبریز، سایپا، استقلال اهواز، شاهین بوشهر، استیل‌آذین، و گسترش فولاد را نیز داراست. علی انصاریان در سال ۱۳۹۰ و در سن ۳۴ سالگی در تیم شاهین بوشهر از دنیای حرفه‌ای فوتبال در قامت بازیکن خداحافظی کرد. جدایی مکرر از باشگاه‌ها و انتخاب تیم‌های تازه، به او لقب «یاغی» در فوتبال ایران داد.
جدول عملکرد باشگاهی
| سال   | باشگاه        | بازی | گل |
| ----- | ------------- | ---- | -- |
| ۷۵–۷۷ | فجرسپاسی      | ۲۰   | ۲  |
| ۸۲–۷۷ | پرسپولیس      | ۸۸   | ۱۰ |
| ۸۳    | سایپا         | ۶    | ۰  |
| ۸۳–۸۵ | پرسپولیس      | ۴۸   | ۱۱ |
| ۸۵–۸۶ | استقلال تهران | ۲۳   | ۴  |
| ۸۶–۸۷ | استیل آذین    | ۲۰   | ۲  |
| ۸۷–۸۸ | استقلال اهواز | ۱۴   | ۰  |
| ۸۸–۸۹ | گسترش فولاد   | ۱۳   | ۰  |
| ۸۹–۹۰ | شهرداری تبریز | ۱۸   | ۰  |
| ۹۰    | شاهین بوشهر   | ۱۰   | ۰  |

## بازیگری
علی انصاریان در ۲۸ فیلم سینمایی، یک فیلم کوتاه و ده‌ها سریال تلویزیونی از جمله، سریال‌های نقطه‌چین و زیر آسمان شهر بازی کرد. او تهیه کنندگی سه فیلم کلاف، هدیه و حکم تیر را هم بر عهده داشته است.
در سال ۱۳۹۴، انصاریان بخاطر فیلم «سوختن» کاندیدای جایزه بهترین بازیگر نقش اول مرد در جشنواره فیلم یاس شد.
علی انصاریان در سال ۲۰۱۸ میلادی با بازی در فیلم کاپیتان امیر، در سی و ششمین جشنواره جهانی فیلم‌های ورزشی میلان حضور یافت.
او در سی و ششمین جشنواره بین‌المللی فیلم کوتاه تهران در سال ۱۳۹۸ با فیلم کوتاه قفل به عنوان بازیگر نقش اول مرد حاضر شد.
در سال ۲۰۲۰ میلادی، در جشنواره بین‌المللی فیلم بلک برد (Blackbird) آمریکا که در نیویورک برگزار شد، علی انصاریان نامزد دریافت جایزه بهترین بازیگر نقش مرد به خاطر بازی در فیلم کوتاه قفل شد.
او قرار بود در سی و نهمین جشنواره فیلم فجر به عنوان بازیگر در فیلم رمانتیسم عماد و طوبا شرکت کند که اجل، این مهلت را از او ربود.
در آیین پایانی دوازدهمین جشنواره بین‌المللی فیلم‌های ورزشی که ۲۱ اسفند ماه ۹۹ در تهران برگزار شد، لوح یادبود به خانواده علی انصاریان توسط وزیر ورزش و جوانان اهدا شد.
۴ ماه پس از درگذشت علی انصاریان، در تاریخ ۱۶ خرداد ۱۴۰۰، او عنوان بهترین هنرپیشه مرد برای بازی در فیلم کولبرف را از جشنواره فیلم بلغارستان دریافت کرد.

## حواشی

### اظهارات در برنامه ویتامین ۳
انصاریان در دی ۱۳۹۱ در برنامه زنده تلویزیونی «ویتامین ۳» در شبکه سه سیمای جمهوری اسلامی ایران به همراه مادرش حاضر شد. وی در بخشی از گفته‌هایش دربارهٔ انتقال به استقلال پس از سال‌ها حضور در پرسپولیس، انتقال به استقلال را بزرگ‌ترین اشتباه زندگی خود عنوان و تأکید کرد شرایطی به‌وجود آمد که مجبور به این کار شد. انصاریان در این برنامه گفته بود که هرگز از سوی هواداران استقلال، بدرفتاری ندیده است.

### حواشی برنامه زابیواکا
حواشی اصلی برنامه زابیواکا مربوط به علی انصاریان است که در بخشی از برنامه به نام «سخن بزرگان» با خواندن اشعاری از ترانه‌های خوانندگان قبل از انقلاب مانند شهرام شب‌پره، حسن شماعی‌زاده، مهستی و عارف، همواره حواشی زیادی ایجاد کرده است که گفته می‌شود این عملکرد او در ده روز اجرا باعث دریافت ۱۴۰ تذکر از سمت سازمان صدا و سیما شده است.
یکی از قسمت‌های جریان‌ساز این برنامه نام بردن مهمان خارجی برنامه از گوگوش به عنوان خواننده مورد علاقه‌اش بود. واکنش مجریان برنامه علی انصاریان و مجید یاسر به این اتفاق باعث شد تا کلیپ‌های این قسمت از برنامه از پربازدیدترین کلیپ‌های صفحات مجازی باشد.
این ماجرا تا جایی پیش رفت که شایعاتی در مورد ممنوع‌التصویر شدن هر دو مجری در فضای مجازی منتشر شد که با حضور دوباره آن‌ها در برنامه تکذیب شد.

## درگذشت
انصاریان در ساعت ۱۶:۱۵ عصر روز چهارشنبه ۱۵ بهمن ۱۳۹۹ در اثر ابتلا به ویروس کووید-۱۹ (کرونا) در بیمارستان فرهیختگان تهران درگذشت.
بر پایه گزارش صداوسیما، انتقال ویروس کرونا در برنامه تصویری اپلیکیشن پرسپولیس صورت گرفت که علی انصاریان همراه با مهرداد میناوند در آن شرکت کرده بودند و پروتکل‌های بهداشتی رعایت نشده بود. علاوه برنداشتن ماسک، حتی فاصله‌گذاری اجتماعی نیز مناسب نبود. در روند درمان بی‌نتیجه مهرداد میناوند و علی انصاریان، محمدرضا هاشمیان پزشک بیمارستان دکتر مسیح دانشوری، مصاحبه‌های فراوانی را در راهروی بیمارستان لاله و بیمارستان فرهیختگان انجام داد و پست‌هایی در همین رابطه در اینستاگرام منتشر کرد. هاشمیان در هنگام این مصاحبه‌ها و پست‌ها مواردی مانند داروهای مصرفی، سی‌تی اسکن ریه و سایر مواردی را که جزء حریم بیمار است، افشا نمود که این اقدام وی انتقادات فراوانی از سوی پزشکان برانگیخت.
در روزهای پیش از درگذشت وی، وضعیت جسمانی انصاریان به شکلی امیدوارکننده تغییر کرده بود، اما در ساعات آخر روز دوشنبه وضعیتش به شکلی شد که تیم پزشکی وی را به خواب مصنوعی برد. هاشمیان، پزشک معالج او که خبر بیهوشی مصنوعی علی انصاریان را اعلام کرده بود، در یک لایو اینستاگرامی با لحنی ناامیدانه دربارهٔ وضعیت او صحبت کرد تا اینکه انصاریان درگذشت.
انصاریان در ۱۶ بهمن ۱۳۹۹ بنابر خواسته خودش، در قطعه ۲۲۲ بهشت زهرای تهران در کنار پدرش، اسماعیل انصاریان به خاک سپرده شد. عموی وی، حسین انصاریان بر پیکرش نماز میت خواند. مراسم خاکسپاری او با حضور خانواده، جمعی از دوستان، هنرمندان و ورزشکاران برگزار شد.
همچنین بسیاری از ورزشکاران و هنرمندان دیگر نیز برای این حادثه اظهار تاسف کردند. این مسئله در سی و نهمین دوره جشنواره فیلم فجر نیز بازتاب داشت در حالی که انصاریان با یک فیلم سینمایی در آن جشنواره حضور داشت.
وجود ابهامات در روند ابتلا و و درمان منتهی به فوت این چهره محبوب موجب ایجاد کارزاری اینترنتی توسط همسر خواهرش حامد اژدری برای جمع‌آوری امضا جهت بررسی و شفاف سازی شد که از اوایل خرداد ۱۴۰۰ تا زادروز ۴۴ سالگی علی انصاریان ۴۲۵۶۳ نفر این کارزار را امضا کردند.
قبل از خبر ابتلای این دو نفر به کرونا، در برنامه تلویزیونی که شرکت کرده بودند به شدت از ساختار مدیریت کشور انتقاد کرده بودند که امکان مرگ این نفر بصورت عمدی را دامن زدند . همچنین بدلیل عدم شفافیت در مرگ آنها این عامل نیز افزایش یافت

## فیلم‌شناسی

### فیلم‌های سینمایی
| سال  | نام                  | کارگردان                   | نقش                           |
| ---- | -------------------- | -------------------------- | ----------------------------- |
| ۱۳۹۹ | بی پی ام بند         | فرناز امینی                | پوریا                         |
| ۱۳۹۹ | دوش آخر              | نازنین کریمی               | شاه علی                       |
| ۱۳۹۹ | هولیا (جگر زلیخا)    | مرتضی آتش زمزم             | سعید                          |
| ۱۳۹۹ | بانک زده‌ها           | جواد اردکانی و علی بکائیان | کمال                          |
| ۱۳۹۹ | قطع فوری             | مریم بحرالعلومی            |                               |
| ۱۳۹۹ | بعد از اتفاق         | پوریا حیدری اوره           |                               |
| ۱۳۹۹ | کولبرف               | میلاد منصوری               | سروان معروف                   |
| ۱۳۹۸ | رمانتیسم عماد و طوبا | کاوه صباغ‌زاده              | پدر طوبا                      |
| ۱۳۹۷ | کلوپ همسران          | مهدی صباغ‌زاده              | سهراب                         |
| ۱۳۹۷ | اژدر                 | رضا سبحانی                 | ابی                           |
| ۱۳۹۷ | فیلم کوتاه قفل       | علی جوان                   | بهرام                         |
| ۱۳۹۶ | تصویرم در آینه نیست  | محمدرضا خاکی               |                               |
| ۱۳۹۶ | کاپیتان امیر         | سعید چاری                  | مهدی رضایی مجد                |
| ۱۳۹۶ | فقط صدا می‌ماند       | سعید چاری                  | یک روحانی                     |
| ۱۳۹۶ | چسب زخم              | کریم فرشاد                 | امیر                          |
| ۱۳۹۶ | بازگشته              | حسین قاسمی جامی            |                               |
| ۱۳۹۶ | عشق و خیانت          | محمد عبدی زاده             | ایرج                          |
| ۱۳۹۵ | شهر من               | علی نیاکان                 |                               |
| ۱۳۹۵ | کتیبه                | حسین قاسمی جامی            | سرگرد حسین صارمی، اداره آگاهی |
| ۱۳۹۵ | حس خوب زندگی         | فرناز امینی                | رضا                           |
| ۱۳۹۵ | دو روز تا ماندن      | عمار خطی                   | بهروز                         |
| ۱۳۹۴ | حکم تیر              | رحیم بهبودی فر             | ابی                           |
| ۱۳۹۴ | ثانیه                | محمد اسدنیا                | احتشام                        |
| ۱۳۹۴ | شروع یک پایان        | آرش تقواشعار               | مهیار                         |
| ۱۳۹۴ | یابانجی              | محمد کرمانشاهی             | خلبان                         |
| ۱۳۹۳ | هدیه (فیلم ۱۳۹۳)     | امیراحمد انصاری            | عباس                          |
| ۱۳۹۳ | کلاف                 | شهرام شاه‌حسینی             | فریبرز                        |
| ۱۳۹۳ | سوختن                | بهرنگ توفیقی               | رضا                           |
| ۱۳۸۷ | انتقال               | علیرضا بذرافشان            | در نقش خودش (علی انصاریان)    |
| ۱۳۸۵ | پاداش سکوت           | مازیار میری                | در نقش خودش (علی انصاریان)    |

### مجموعه تلویزیونی
| نام                                   | سال  | کارگردان                      | نقش                                                                |
| ------------------------------------- | ---- | ----------------------------- | ------------------------------------------------------------------ |
| سرزده                                 | ۱۳۹۹ | بهادر اسدی                    | سرگرد رضا نایب                                                     |
| ۸۷ متر                                | ۱۳۹۹ | کیانوش عیاری                  |                                                                    |
| زندگی از نو                           | ۱۳۹۷ | علی‌محمد قاسمی                 | آرش حمیدی                                                          |
| محکومین                               | ۱۳۹۶ | حسین قناعت و سیدجمال سیدحاتمی | فرهاد معافی                                                        |
| دست پخت‌های خودمانی(فصل اول) (شبکه دو) | ۱۳۹۴ | فریدالدین نیکجو               | علی انصاریان به همراه محسن خلیلی علی انصاریان به همراه حمید درخشان |
| کیمیا                                 | ۱۳۹۴ | جواد افشار                    | فرهاد (مدیر آژانس هواپیمایی)                                       |
| خانه اجاره‌ای (یک قسمت)                | ۱۳۹۰ | رامین ناصرنصیر و شاهد احمدلو  |                                                                    |
| چارخونه (یک قسمت)                     | ۱۳۸۶ | سروش صحت                      | علی انصاریان (بازیکن فوتبال)                                       |
| غنچه‌های سحر                           | ۱۳۸۲ | محسن محسنی نسب                | مربی فوتبال                                                        |
| نقطه چین (دو قسمت)                    | ۱۳۸۲ | مهران مدیری                   | در نقش خودش به عنوان بازیکن فوتبال                                 |
| زیر آسمان شهر (دو قسمت)               | ۱۳۸۰ | مهران غفوریان                 | در نقش خودش و به عنوان خواهرزاده خانم فرامرزی                      |

### شبکه خانگی
| نام          | سال          | کارگردان     | نقش                        |
| ------------ | ------------ | ------------ | -------------------------- |
| همرفیق       | ۱۳۹۹         | شهاب حسینی   | علی انصاریان               |
| شام ایرانی ۲ | ۱۳۹۹         | سعید ابوطالب | علی انصاریان               |
| آسپرین       | ۱۳۹۴ تا ۱۳۹۵ | فرهاد نجفی   | کامیار (کامی)، پرستار نیما |

### اجرای برنامه تلویزیونی
- برنامه اینترنتی پانوراما (۱۳۹۹)
- مسابقه منچ (۱۳۹۸) – شبکه پنج
- ورزشگاه (۱۳۹۷) – شبکه پنج
- زابیواکا (۱۳۹۷) تلویزیون اینترنتی آیو[۵۲]
- برنامه تلویزیونی توپ (۱۳۹۴) – شبکه شما
- برنامه آقای گزارشگر[۵۳][۵۴](۱۳۹۴) به‌عنوان کارشناس و داور برنامه – شبکه سه